# Szpital w Kuksie
Szpital w Kuksie – zabytkowy szpital w miejscowości Kuks (Republika Czeska).
Unikalny kompleks barokowych łaźni, szpitala z dekoracją rzeźbiarską autorstwa czołowego rzeźbiarza baroku M.B. Brauna, wybudowany na zlecenie Franza Antona von Sporck (1662–1738), żonatego z Franciszką von Swéerts zu Reist (1667–1726). Jest to rzadki przykład zespołu urbanistyczno-krajobrazowego świadczący o zaawansowanym poziomie artystycznym okresu późnego baroku. Budowę szpitala i kościoła od 1707 prowadził Pietro Antonio Netolla według projektu Giovanniego Battisty Alliprandiego, przy udziale głównego kamieniarza Giovanniego Pietro della Torre. Kompleks uzupełnia kilka licznych zestawów rzeźb z pracowni M. B. Brauna. W skład kompleksu wchodzą m.in.:
- zespół budynków szpitalnych i kościół szpitalny pw. Świętej Trójcy, dekoracja rzeźbiarska fasady kościoła
- dzwonnica
- ogród z ogrodzeniem
- tarasy z klatką schodową do kościoła
- budynek gospodarczy
- domek ogrodowy
- grupy posągów[1].

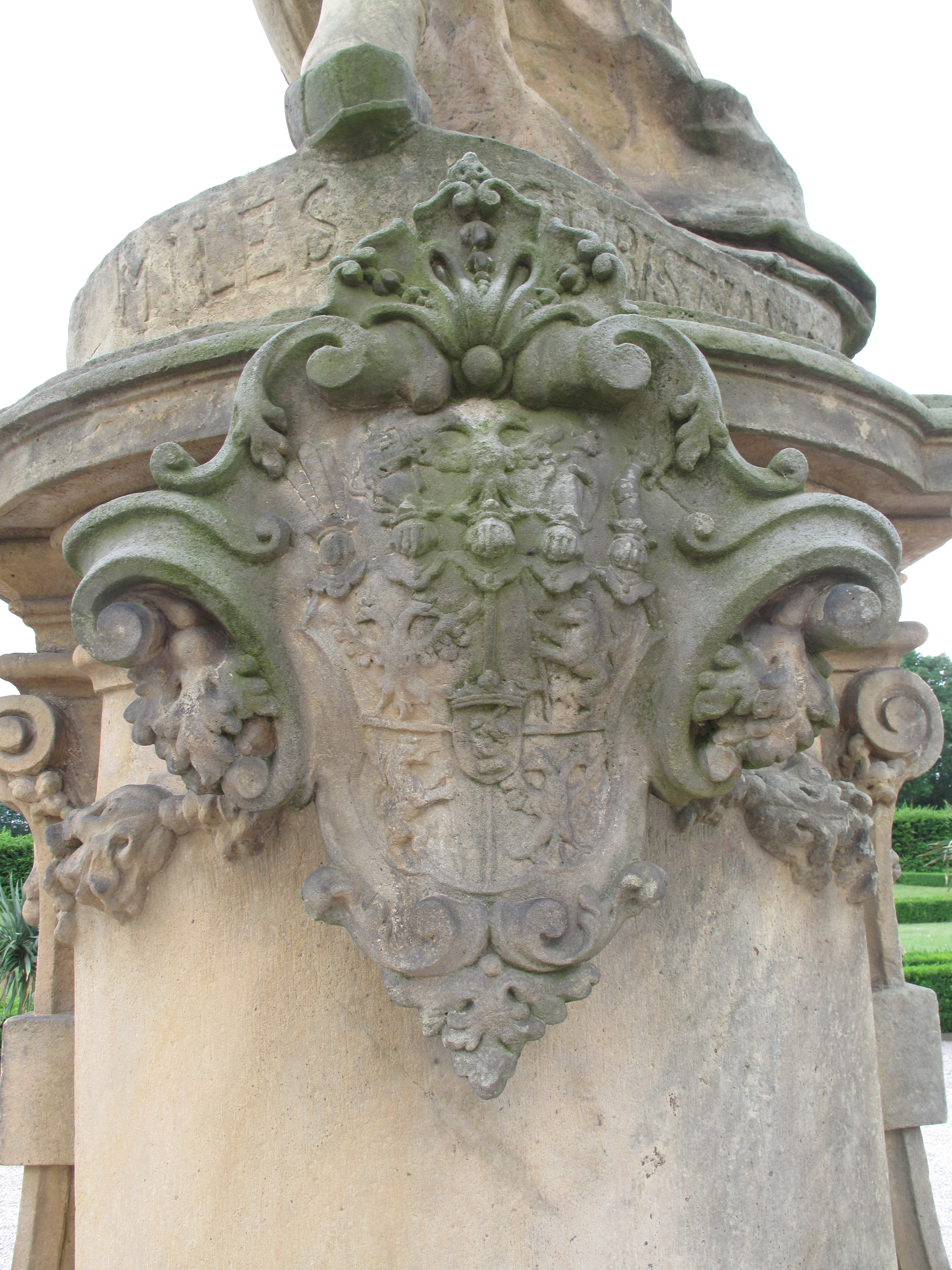
Herb von Sporck
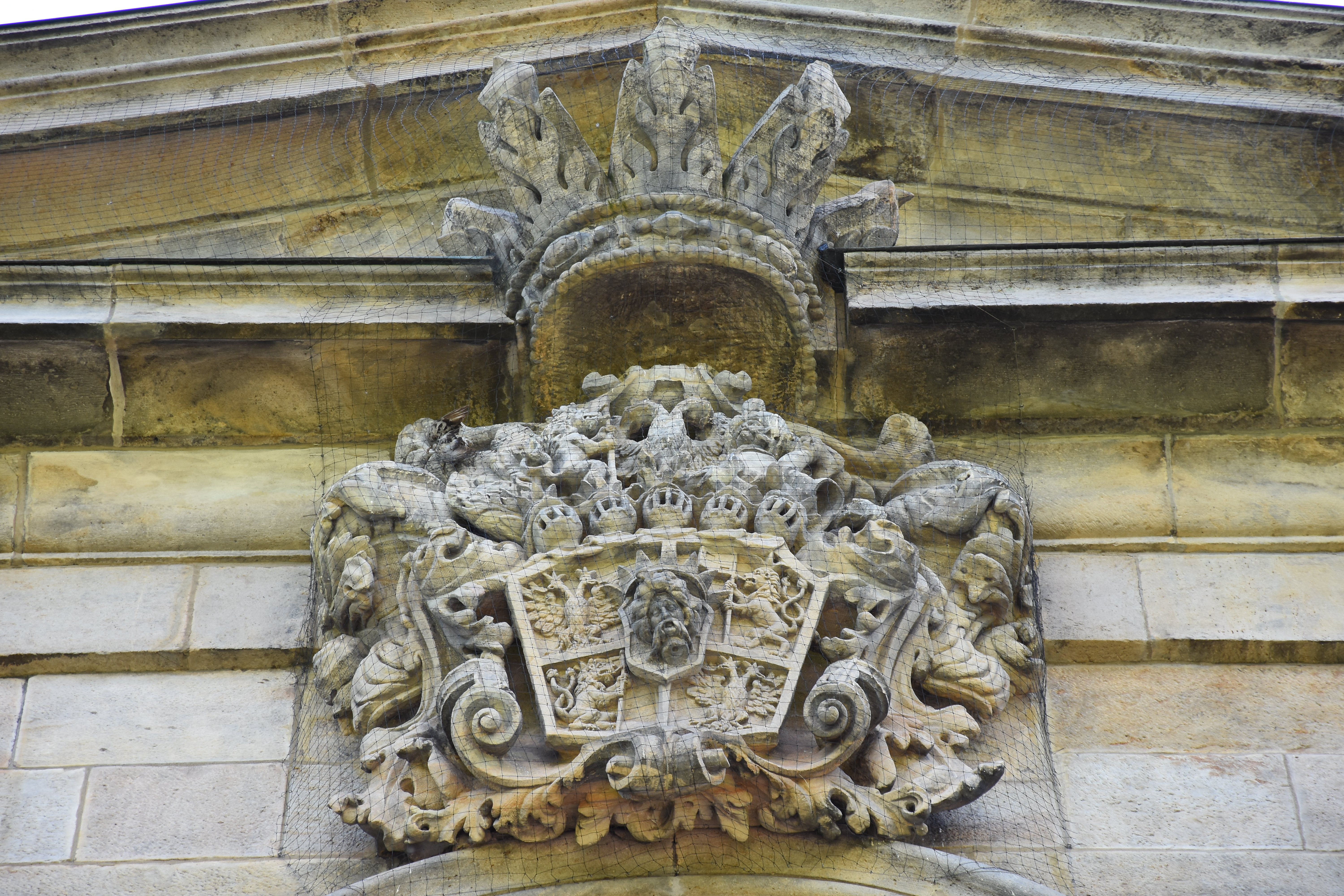
Herb von Sporck
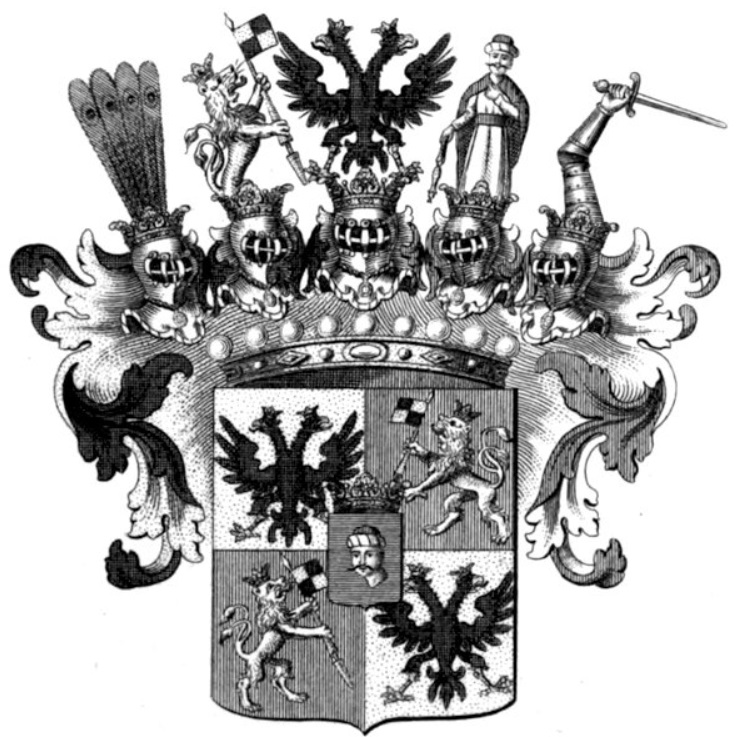
Herb von Sporck
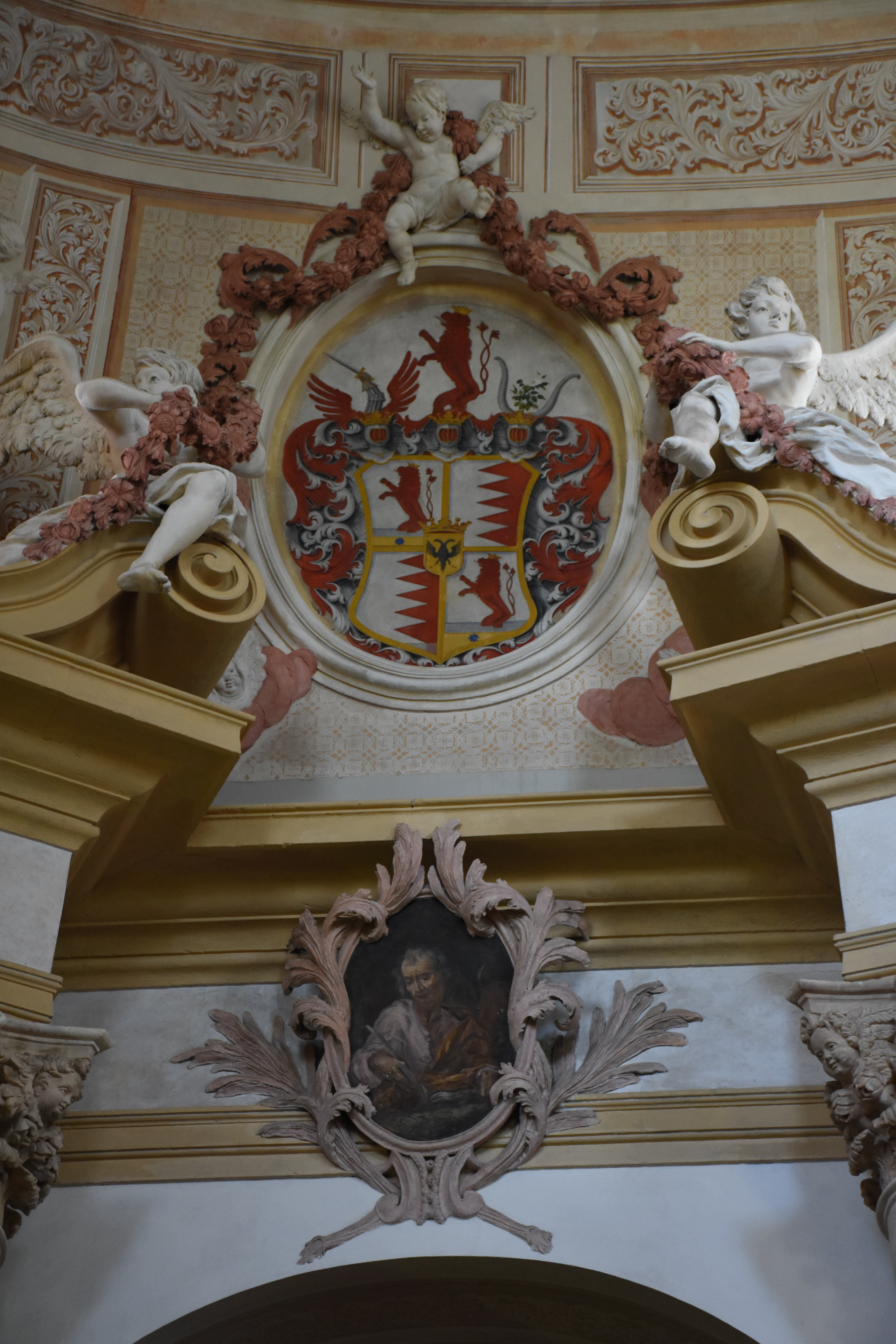
Herb Franciszki von Swéerts zu Reist
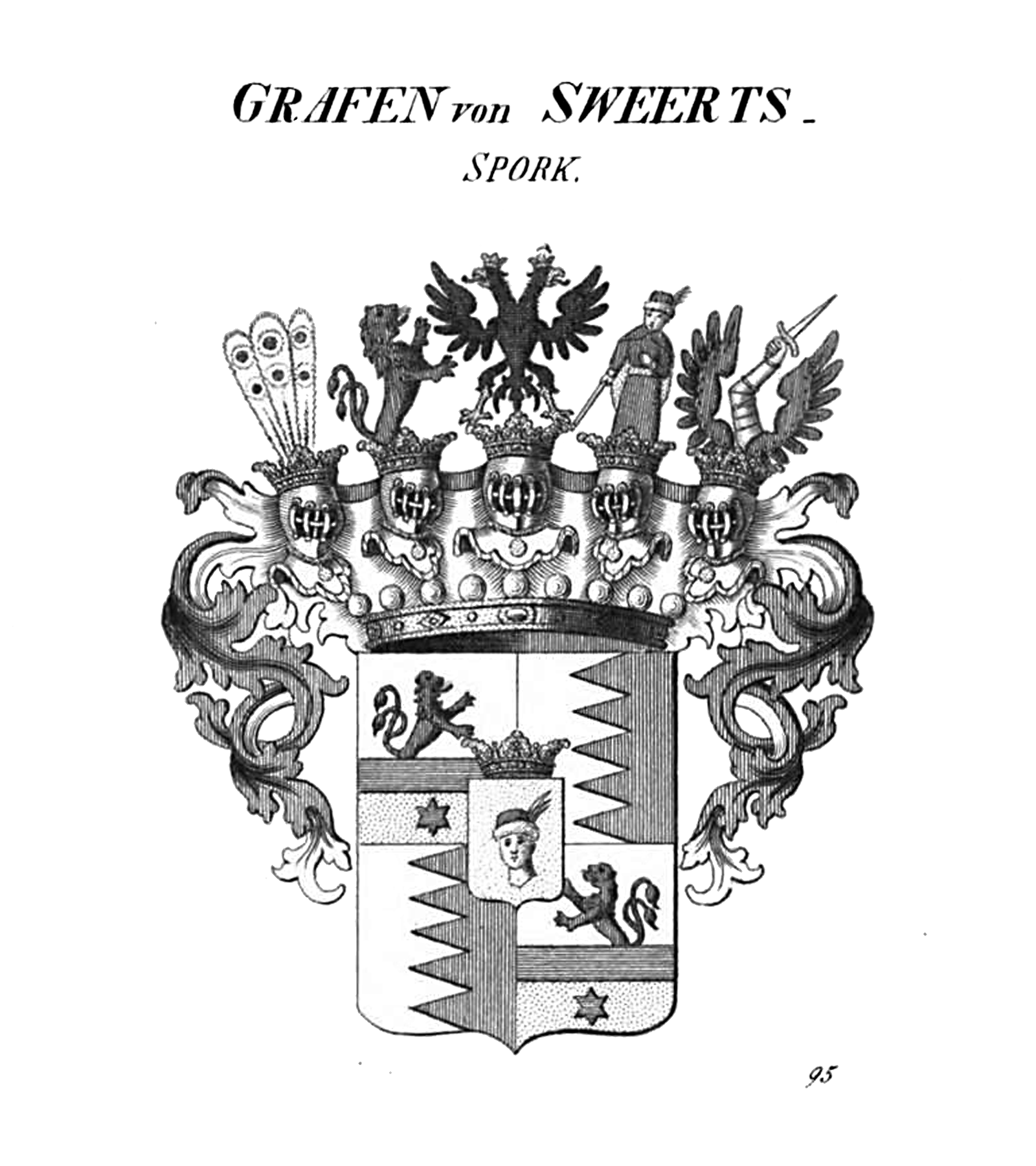
Herb Sweerts Spork